# Liste der erfolgreichsten Videospielverfilmungen
Die Liste der erfolgreichsten Videospielverfilmungen gibt Auskunft über die Einspielergebnisse und die Kapitalrendite der erfolgreichsten Filme, die auf Videospielen basieren.
Filme, die gegenwärtig landesweit in Kinos gezeigt werden, sind blau unterlegt. Dies schließt vereinzelte Vorführungen in Programmkinos aus und bedeutet nicht zwangsläufig, dass der Film gegenwärtig im deutschsprachigen Raum gezeigt wird. Bei solchen Filmen kann das tatsächliche Einspielergebnis abweichen, da die Einnahmen der letzten Tage Schätzungen sind.

## Weltweit

### Erfolgreichste Videospielverfilmungen
Gelistet wird nach Einspielergebnis in allen Kinos weltweit. Alle Angaben zu Einnahmen und Kosten sind in Millionen US-Dollar. (nom. = nominell; infl.-ber. = inflationsbereinigt; Stand: 27. Juni 2025)
| #  | Deutscher Titel                                             | Originaltitel                                                        | Jahr | Produktionsland | Einspiel- ergebnis (nom.)                               | Einspiel- ergebnis (infl.-ber.)                       | Produk- tions- budget | Kapitalrendite 1 | Filmverleih (US)      |
| -- | ----------------------------------------------------------- | -------------------------------------------------------------------- | ---- | --- | ------------------------------------------------------- | ----------------------------------------------------- | --------------------- | ---------------- | --------------------- |
| 01 | Der Super Mario Bros. Film                                  | The Super Mario Bros. Movie                                          | 2023 | Japan Vereinigte Staaten                                                                                               | 1.360,8                                                 | 1.400,9                                               | 100,0                 | 13,6             | Universal Pictures    |
| 02 | Ein Minecraft Film                                          | A Minecraft Movie                                                    | 2025 | Vereinigte Staaten | 954,4                                                   | 954,4                                                 | 150,0                 | 6,4              | Warner Bros. Pictures |
| 03 | Sonic the Hedgehog 3                                        | Sonic the Hedgehog 3                                                 | 2024 | Japan Vereinigte Staaten                                                                                               | 492,2                                                   | 492,2                                                 | 122,0                 | 4,0              | Paramount Pictures    |
| 04 | Pokémon Meisterdetektiv Pikachu                             | Pokémon Detective Pikachu                                            | 2019 | Japan Vereinigte Staaten                                                                                               | 450,1 433,3 (2019) +0,2 (2020) +0,1 (2021) +16,5 (2023) | 548,9 531,6 (2019) +0,2 (2020) +0,1 (2021) +17 (2023) | 150,0                 | 3,0              | Warner Bros. Pictures |
| 05 | Warcraft: The Beginning                                     | Warcraft                                                             | 2016 | Vereinigte Staaten | 439,0                                                   | 573,8                                                 | 160,0                 | 2,7              | Universal Pictures    |
| 06 | Rampage – Big Meets Bigger                                  | Rampage                                                              | 2018 | Vereinigte Staaten | 428,0                                                   | 534,6                                                 | 120,0                 | 3,6              | Warner Bros. Pictures |
| 07 | Sonic the Hedgehog 2                                        | Sonic the Hedgehog 2                                                 | 2022 | Japan Vereinigte Staaten                                                                                               | 405,4                                                   | 434,5                                                 | 100,0                 | 4,1              | Paramount Pictures    |
| 08 | Uncharted                                                   | Uncharted                                                            | 2022 | Vereinigte Staaten | 401,7                                                   | 430,6                                                 | 120,0                 | 3,3              | Sony Pictures         |
| 09 | Angry Birds – Der Film                                      | The Angry Bird Movie                                                 | 2016 | Finnland Vereinigte Staaten                                                                                            | 352,3                                                   | 460,4                                                 | 73,0                  | 4,8              | Sony Pictures         |
| 10 | Prince of Persia: Der Sand der Zeit                         | Prince of Persia: The Sands of Time                                  | 2010 | Vereinigte Staaten | 336,4                                                   | 483,8                                                 | 200,0                 | 1,7              | Walt Disney Studios   |
| 12 | Sonic the Hedgehog                                          | Sonic the Hedgehog                                                   | 2020 | Japan Vereinigte Staaten                                                                                               | 319,7                                                   | 387,5                                                 | 85,0                  | 3,8              | Paramount Pictures    |
| 13 | Resident Evil: The Final Chapter                            | Resident Evil: The Final Chapter                                     | 2016 | Australien Deutschland Frankreich Japan Kanada Südafrika Vereinigte Staaten Vereinigtes Königreich Volksrepublik China | 312,2                                                   | 408                                                   | 40,0                  | 7,8              | Screen Gems           |
| 14 | Resident Evil: Afterlife                                    | Resident Evil: Afterlife                                             | 2010 | Deutschland Frankreich Kanada Vereinigte Staaten Vereinigtes Königreich Volksrepublik China                            | 300,2                                                   | 431,9                                                 | 60,0                  | 5,0              | Screen Gems           |
| 15 | Five Nights at Freddy’s                                     | Five Nights at Freddy’s                                              | 2023 | Vereinigte Staaten | 291,5                                                   | 300,1                                                 | 20,0                  | 14,6             | Universal Pictures    |
| 16 | Lara Croft: Tomb Raider                                     | Lara Croft: Tomb Raider                                              | 2001 | Deutschland Japan Vereinigte Staaten Vereinigtes Königreich                                                            | 274,7                                                   | 486,6                                                 | 115,0                 | 2,4              | Paramount Pictures    |
| 17 | Tomb Raider                                                 | Tomb Raider                                                          | 2018 | Vereinigte Staaten Vereinigtes Königreich                                                                              | 274,7                                                   | 343,1                                                 | 94,0                  | 2,9              | Warner Bros. Pictures |
| 18 | Assassin’s Creed                                            | Assassin’s Creed                                                     | 2016 | Frankreich Vereinigte Staaten                                                                                          | 240,7                                                   | 314,5                                                 | 125,0                 | 1,9              | 20th Century Studios  |
| 19 | Resident Evil: Retribution                                  | Resident Evil: Retribution                                           | 2012 | Deutschland Frankreich Kanada Vereinigte Staaten Vereinigtes Königreich                                                | 240,2                                                   | 328,1                                                 | 65,0                  | 3,7              | Screen Gems           |
| 20 | Need for Speed                                              | Need for Speed                                                       | 2014 | Indien Vereinigte Staaten                                                                                              | 203,3                                                   | 269,3                                                 | 66,0                  | 3,1              | Walt Disney Studios   |
| 21 | Pokémon – Der Film                                          | 劇場版ポケットモンスター ミュウツーの逆襲                            | 1998 | Japan | 163,6                                                   | 315                                                   | 30,0                  | 5,5              | Warner Bros. Pictures |
| 22 | Lara Croft: Tomb Raider – Die Wiege des Lebens              | Lara Croft: Tomb Raider – The Cradle of Life                         | 2003 | Deutschland Japan Vereinigte Staaten Vereinigtes Königreich                                                            | 160,1                                                   | 272,9                                                 | 95,0                  | 1,7              | Paramount Pictures    |
| 23 | Angry Birds 2 – Der Film                                    | The Angry Birds Movie 2                                              | 2019 | Finnland Vereinigte Staaten                                                                                            | 147,8                                                   | 181,3                                                 | 65,0                  | 2,3              | Sony Pictures         |
| 24 | Resident Evil: Extinction                                   | Resident Evil: Extinction                                            | 2007 | Australien Deutschland Frankreich Kanada Mexiko Vereinigte Staaten Vereinigtes Königreich                              | 147,7                                                   | 223,5                                                 | 45,0                  | 3,3              | Screen Gems           |
| 25 | Pokémon 2 – Die Macht des Einzelnen                         | 劇場版ポケットモンスター 幻のポケモン ルギア爆誕                     | 1999 | Japan | 133,9                                                   | 252,2                                                 | 30,0                  | 4,5              | Warner Bros. Pictures |
| 26 | Resident Evil: Apocalypse                                   | Resident Evil: Apocalypse                                            | 2004 | Deutschland Frankreich Kanada Vereinigte Staaten Vereinigtes Königreich                                                | 129,3                                                   | 214,8                                                 | 45,0                  | 2,9              | Screen Gems           |
| 27 | Mortal Kombat                                               | Mortal Kombat                                                        | 1995 | Vereinigte Staaten | 122,2                                                   | 251,5                                                 | 20,0                  | 6,1              | New Line Cinema       |
| 28 | Gran Turismo                                                | Gran Turismo                                                         | 2023 | Vereinigte Staaten | 121,7                                                   | 125,3                                                 | 60,0                  | 2,0              | Sony Pictures         |
| 29 | Resident Evil                                               | Resident Evil                                                        | 2002 | Deutschland Vereinigtes Königreich                                                                                     | 103,0                                                   | 179,6                                                 | 33,0                  | 3,1              | Screen Gems           |
| 30 | Hitman – Jeder stirbt alleine                               | Hitman                                                               | 2007 | Frankreich Russland Türkei Vereinigte Staaten                                                                          | 101,3                                                   | 153,2                                                 | 24,0                  | 4,2              | 20th Century Studios  |
| 31 | Silent Hill                                                 | Silent Hill                                                          | 2006 | Frankreich Kanada | 100,6                                                   | 156,5                                                 | 50,0                  | 2,0              | Sony Pictures         |
| 32 | Yo-kai Watch: Tanjō no Himitsu da Nyan!                     | 映画 妖怪ウォッチ 誕生の秘密だニャン!                                | 2014 | Japan | 99,5                                                    | 131,8                                                 | ?                     | ?                | Tōhō                  |
| 33 | Street Fighter – Die entscheidende Schlacht                 | Street Fighter                                                       | 1994 | Vereinigte Staaten | 99,4                                                    | 210,5                                                 | 35,0                  | 2,8              | Universal Pictures    |
| 34 | Max Payne                                                   | Max Payne                                                            | 2008 | Vereinigte Staaten | 87,1                                                    | 126,9                                                 | 35,0                  | 2,5              | 20th Century Studios  |
| 35 | Final Fantasy: Die Mächte in dir                            | Final Fantasy: The Spirits Within                                    | 2001 | Japan Vereinigte Staaten                                                                                               | 85,1                                                    | 150,8                                                 | 137,0                 | 0,6              | Sony Pictures         |
| 36 | Mortal Kombat                                               | Mortal Kombat                                                        | 2021 | Vereinigte Staaten | 84,4                                                    | 97,7                                                  | 55,0                  | 1,5              | Warner Bros. Pictures |
| 37 | Hitman: Agent 47                                            | Hitman: Agent 47                                                     | 2015 | Deutschland Vereinigte Staaten Vereinigtes Königreich                                                                  | 82,3                                                    | 109                                                   | 35,0                  | 2,4              | 20th Century Studios  |
| 38 | Pokémon 13 – Zoroark: Meister der Illusionen                | 幻影の覇者 ゾロアーク                                                | 2010 | Japan | 71,1                                                    | 102,3                                                 | ?                     | ?                | Tōhō                  |
| 39 | Pokémon 3 – Im Bann der Icognito                            | 結晶塔の帝王 ENTEI                                                   | 2000 | Japan | 68,4                                                    | 124,6                                                 | 16,0                  | 4,3              | Warner Bros. Pictures |
| 40 | Doom – Der Film                                             | Doom                                                                 | 2005 | Deutschland Tschechien Vereinigte Staaten Vereinigtes Königreich                                                       | 58,1                                                    | 93,3                                                  | 60,0                  | 1,0              | Universal Pictures    |
| 41 | Silent Hill: Revelation                                     | Silent Hill: Revelation                                              | 2012 | Frankreich Kanada | 55,4                                                    | 75,6                                                  | 20,0                  | 2,8              | Open Road Films       |
| 42 | Mortal Kombat 2 – Annihilation                              | Mortal Kombat: Annihilation                                          | 1997 | Vereinigte Staaten | 51,4                                                    | 100,4                                                 | 30,0                  | 1,7              | New Line Cinema       |
| 43 | Yo-kai Watch: Enma Daiō to Itsutsu no Monogatari da Nyan! 2 | 映画 妖怪ウォッチ エンマ大王と5つの物語だニャン!                     | 2015 | Japan | 50,9                                                    | 51,6                                                  | ?                     | ?                | Tōhō                  |
| 44 | Pokémon 12 – Arceus und das Juwel des Lebens                | 劇場版ポケットモンスター ダイヤモンド&パール アルセウス 超克の時空へ | 2009 | Japan | 50,7                                                    | 74,1                                                  | ?                     | ?                | Tōhō                  |
| 45 | Pokémon 11 – Giratina und der Himmelsritter                 | ギラティナと氷空の花束 シェイミ                                      | 2008 | Japan | 47,5                                                    | 69,2                                                  | ?                     | ?                | Tōhō                  |
| 46 | Pokémon 10 – Der Aufstieg von Darkrai                       | ディアルガVSパルキアVSダークライ                                     | 2007 | Japan | 42,5                                                    | 61,9                                                  | ?                     | ?                | Tōhō                  |
| 47 | Monster Hunter                                              | Monster Hunter                                                       | 2020 | Deutschland Japan Kanada Vereinigte Staaten Vereinigtes Königreich                                                     | 42,1                                                    | 51,1                                                  | 60,0                  | 0,7              | Screen Gems           |
| 48 | Resident Evil: Welcome to Raccoon City                      | Resident Evil: Welcome to Raccoon City                               | 2021 | Deutschland Vereinigte Staaten Vereinigtes Königreich                                                                  | 41,9                                                    | 48,5                                                  | 25,0                  | 1,7              | Screen Gems           |
| 49 | Pokémon – Der Film: Du bist dran!                           | キミにきめた！                                                       | 2017 | Japan | 37,6                                                    | 48                                                    | ?                     | ?                | Fathom Events         |
| 50 | Pokémon 8 – Lucario und das Geheimnis von Mew               | ミュウと波導の勇者 ルカリオ                                          | 2005 | Japan | 37,2                                                    | 51,7                                                  | ?                     | ?                | Tōhō                  |

### Erfolgreichste Filmreihen
Die weltweit erfolgreichsten Filmreihen, die auf Videospielen basieren, nach Einspielergebnis (Stand: 27. Juni 2025).
| #  | Reihe              | Einspiel- ergebnis | Anzahl der Filme | Durchschnitt- liches Einspiel- ergebnis | Erfolgreichster Film der Reihe   | Einspiel- ergebnis des erfolg- reichsten Films |
| -- | ------------------ | ------------------ | ---------------- | --------------------------------------- | -------------------------------- | ---------------------------------------------- |
| 01 | Resident Evil      | 1.232.675.429      | 6                | 205.445.905                             | Resident Evil: The Final Chapter | 312.242.626                                    |
| 02 | Sonic the Hedgehog | 1.217.299.805      | 3                | 405.766.601                             | Sonic the Hedgehog 3             | 492.162.604                                    |
| 03 | Pokémon 3          | 939.195.677        | 23               | 046.959.783                             | Pokémon – Der Film               | 163.644.662                                    |
| 04 | Mortal Kombat      | 257.998.812        | 3                | 085.999.604                             | Mortal Kombat (1995)             | 122.195.920                                    |

### Erfolgreichste Videospielverfilmungen je Jahr
Die Liste gibt den finanziell erfolgreichsten Film des jeweiligen Jahres ab 1993 an. Alle Angaben sind in US-Dollar. (Stand: 27. Juni 2025)
| Jahr | Deutscher Titel                                | Produktionsland | Einspiel- ergebnis | Produktions- budget | Regie                         |
| ---- | ---------------------------------------------- | --- | ------------------ | ------------------- | ----------------------------- |
| 1993 | Super Mario Bros.                              | Vereinigte Staaten | 20.915.465         | 48.000.000          | Annabel Jankel Rocky Morton   |
| 1994 | Street Fighter – Die entscheidende Schlacht    | Vereinigte Staaten | 99.431.786         | 35.000.000          | Steven E. de Souza            |
| 1995 | Mortal Kombat                                  | Vereinigte Staaten | 122.195.920        | 20.000.000          | Paul W. S. Anderson           |
| 1996 | –                                              | – | –                  | –                   | –                             |
| 1997 | Mortal Kombat 2 – Annihilation                 | Vereinigte Staaten | 51.376.861         | 30.000.000          | John R. Leonetti              |
| 1998 | Pokémon – Der Film                             | Japan | 163.644.662        | 30.000.000          | Kunihiko Yuyama               |
| 1999 | Pokémon 2 – Die Macht des Einzelnen            | Japan | 133.949.270        | 30.000.000          | Kunihiko Yuyama               |
| 2000 | Pokémon 3 – Im Bann der Icognito               | Japan | 68.411.275         | 16.000.000          | Kunihiko Yuyama               |
| 2001 | Lara Croft: Tomb Raider                        | Deutschland Japan Vereinigte Staaten Vereinigtes Königreich                                                            | 274.703.340        | 115.000.000         | Simon West                    |
| 2002 | Resident Evil                                  | Deutschland Vereinigtes Königreich                                                                                     | 102.984.862        | 33.000.000          | Paul W. S. Anderson           |
| 2003 | Lara Croft: Tomb Raider – Die Wiege des Lebens | Deutschland Japan Vereinigte Staaten Vereinigtes Königreich                                                            | 160.099.222        | 95.000.000          | Jan de Bont                   |
| 2004 | Resident Evil: Apocalypse                      | Deutschland Frankreich Kanada Vereinigte Staaten Vereinigtes Königreich                                                | 129.342.769        | 45.000.000          | Alexander Witt                |
| 2005 | Doom – Der Film                                | Deutschland Tschechien Vereinigte Staaten Vereinigtes Königreich                                                       | 58.072.119         | 60.000.000          | Andrzej Bartkowiak            |
| 2006 | Silent Hill                                    | Frankreich Kanada | 100.605.135        | 50.000.000          | Christophe Gans               |
| 2007 | Resident Evil: Extinction                      | Australien Deutschland Frankreich Kanada Mexiko Vereinigte Staaten Vereinigtes Königreich                              | 147.717.833        | 45.000.000          | Russell Mulcahy               |
| 2008 | Max Payne                                      | Vereinigte Staaten | 87.066.930         | 35.000.000          | Jon Moore                     |
| 2009 | Pokémon 12 – Arceus und das Juwel des Lebens   | Japan | 50.673.078         | ?                   | Kunihiko Yuyama               |
| 2010 | Prince of Persia: Der Sand der Zeit            | Vereinigte Staaten | 336.365.676        | 200.000.000         | Mike Newell                   |
| 2011 | –                                              | – | –                  | –                   | –                             |
| 2012 | Resident Evil: Retribution                     | Deutschland Frankreich Kanada Vereinigte Staaten Vereinigtes Königreich                                                | 240.159.255        | 65.000.000          | Paul W. S. Anderson           |
| 2013 | –                                              | – | –                  | –                   | –                             |
| 2014 | Need for Speed                                 | Indien Vereinigte Staaten                                                                                              | 203.277.636        | 66.000.000          | Scott Waugh                   |
| 2015 | Hitman: Agent 47                               | Deutschland Vereinigte Staaten Vereinigtes Königreich                                                                  | 82.347.656         | 35.000.000          | Aleksander Bach               |
| 2016 | Warcraft: The Beginning                        | Vereinigte Staaten | 439.048.914        | 160.000.000         | Duncan Jones                  |
| 2017 | Resident Evil: The Final Chapter               | Australien Deutschland Frankreich Japan Kanada Südafrika Vereinigte Staaten Vereinigtes Königreich Volksrepublik China | 312.242.626        | 40.000.000          | Paul W. S. Anderson           |
| 2018 | Rampage – Big Meets Bigger                     | Vereinigte Staaten | 428.028.233        | 120.000.000         | Brad Peyton                   |
| 2019 | Pokémon Meisterdetektiv Pikachu                | Japan Vereinigte Staaten                                                                                               | 433.005.346        | 150.000.000         | Rob Letterman                 |
| 2020 | Sonic the Hedgehog                             | Japan Vereinigte Staaten                                                                                               | 319.715.683        | 85.000.000          | Jeff Fowler                   |
| 2021 | Mortal Kombat                                  | Vereinigte Staaten | 84.426.031         | 55.000.000          | Simon McQuoid                 |
| 2022 | Sonic the Hedgehog 2                           | Japan Vereinigte Staaten                                                                                               | 405.421.518        | 110.000.000         | Jeff Fowler                   |
| 2023 | Der Super Mario Bros. Film                     | Japan Vereinigte Staaten                                                                                               | 1.360.847.665      | 100.000.000         | Aaron Horvath Michael Jelenic |
| 2024 | Sonic the Hedgehog 3                           | Japan Vereinigte Staaten                                                                                               | 492.162.604        | 122.000.000         | Jeff Fowler                   |

### Historische Erstplatzierung
Diese Auflistung enthält die 8 Filme, die ab 1993 zeitweise die Liste der weltweit erfolgreichsten Videospielverfilmungen anführten. Die Einspielergebnisse nach dem Verlust des ersten Platzes (d. h. bspw. Wiederveröffentlichungen) sind in den Beträgen nicht enthalten. Alle Angaben zu Einnahmen und Kosten sind in Millionen US-Dollar (nom. = nominell; infl.-ber. = inflationsbereinigt; Stand: 23. März 2024).
| Ab Jahr | Deutscher Titel                             | Originaltitel                             | Produktionsland                                             | in Jahren | Einspiel- ergebnis (nominell) | Einspiel- ergebnis (infl.-ber.) | Regie                         |
| ------- | ------------------------------------------- | ----------------------------------------- | ----------------------------------------------------------- | --------- | ----------------------------- | ------------------------------- | ----------------------------- |
| 1993    | Super Mario Bros.                           | Super Mario Bros.                         | Vereinigte Staaten                                          | 1         | 20,9                          | 45,4                            | Annabel Jankel Rocky Morton   |
| 1994    | Street Fighter – Die entscheidende Schlacht | Street Fighter                            | Vereinigte Staaten                                          | 1         | 99,4                          | 210,5                           | Steven E. de Souza            |
| 1995    | Mortal Kombat                               | Mortal Kombat                             | Vereinigte Staaten                                          | 3         | 122,2                         | 251,5                           | Paul W. S. Anderson           |
| 1998    | Pokémon – Der Film                          | 劇場版ポケットモンスター ミュウツーの逆襲 | Japan                                                       | 3         | 163,6                         | 315                             | Kunihiko Yuyama               |
| 2001    | Lara Croft: Tomb Raider                     | Lara Croft: Tomb Raider                   | Deutschland Japan Vereinigte Staaten Vereinigtes Königreich | 9         | 274,7                         | 486,6                           | Simon West                    |
| 2010    | Prince of Persia: Der Sand der Zeit         | Prince of Persia: The Sands of Time       | Vereinigte Staaten                                          | 6         | 336,4                         | 483,8                           | Mike Newell                   |
| 2016    | Warcraft: The Beginning                     | Warcraft                                  | Vereinigte Staaten                                          | 7         | 439,0                         | 573,8                           | Duncan Jones                  |
| 2023    | Pokémon Meisterdetektiv Pikachu             | Pokémon Detective Pikachu                 | Japan Vereinigte Staaten                                    | 0         | 449,8                         | 548,5                           | Rob Letterman                 |
| 2023    | Der Super Mario Bros. Film                  | The Super Mario Bros. Movie               | Japan Vereinigte Staaten                                    | 0         | 1.362,0                       | 1.402,2                         | Aaron Horvath Michael Jelenic |